# 楊弘道
楊宏道（1189年—1271年？），一作弘道，字叔能。淄川人。
金大定二十九年（1189年）生。博學多聞，然不樂舉業。正大元年，尝监鱗游酒税，金亡前夕，遭乱南归，南宋端平二年（1335年），擔任唐州司户参军兼府学教授，端平二年（1335年）末，北还济源（今屬河南），蒙古太宗十二年（1340），回淄川故里，岁余，移家济南，以詩文自娛，蒙古太宗九年（1237），由山阳赴相下。工於詩。《四庫全書總目》稱“其所作五言古詩﹐得比興之體﹐時時近漢魏遺音；律詩風格高華﹐亦頗有唐調”。約卒於至元八年（1271年）前後，享年八十余歲。著有《小亨集》十卷、《事言补》等，元好问為《小亨集》作序：“无怨怼，无谑浪，无骜狠，无崖异，无狡讦，无蛑阿，无傅会，无笼络，无衙鬻，无矫饰”，作品皆早佚。清初四库馆臣自《永乐大典》辑《小亨集》六卷。